# كأس المكسيك 1990–91
كأس المكسيك 1990–91 (بالإسبانية: Copa México 1990-91)‏ هو موسم من كأس المكسيك. كان عدد الأندية المشاركة فيه 20، وفاز فيه نادي جامعة غوادالاخارا.